# Myrna Eligia Torres Rivas
Myrna Eligia Torres Rivas (Ciudad de Guatemala, 21 de julio de 1929) es una maestra y periodista guatemalteca, y amiga personal del Che Guevara.

## Trayectoria
Torres Rivas nació y se crio en un entorno cultural e intelectualmente rico  que influyó de manera constante en su vida. Es hija del nicaragüense Edelberto Torres Espinoza, profesor, humanista, primer embajador del gobierno sandinista en San José de Costa Rica y de la guatemalteca Marta Rivas, maestra. Ambos escribieron un libro sobre el poeta Rubén Darío. Su hermano, Edelberto Torres Rivas, fue sociólogo especialista en estudios latinoamericanos. A lo largo de su vida Torres Rivas vivió en México, Canadá, Nicaragua, Cuba y Costa Rica.[cita requerida]
Torres Rivas trabajaba en el Instituto de Fomento a la Productividad, un organismo de microcréditos creado por el presidente que había sido creado por la  revolución, cuando llegó Ernesto Guevara, un joven argentino que traía una  carta de recomendación. En las reuniones que organizaba Torres Rivas en su casa, a las cuales asistían jóvenes seguidores de Jacobo Árbenz, el Che Guevara comenzó a acercarse a los debates políticos de la época. Fue en esos encuentros sociales donde Guevara conoció a Ñico Vásques .

## Publicaciones
En julio de 2016 Torres Rivas publicó "Mi vida en primaveras", un libro autobiográfico en el que hace un recuento detallado de las primeras décadas de su vida y que fue prologado por Sergio Ramírez, escritor y vicepresidente de Nicaragua entre 1985 y 1990. Torres Rivas  presentó su libro en la Feria Internacional del Libro de Guatemala ese mismo año.
En 2017 publicó "De médico a combatiente: el tercer viaje de Ernesto Guevara de la Serna", la historia de la transformación ṕolítica de Ernesto Guevara en la figura del Che, durante su estancia en Guatemala y para dar a conocer otras de sus facetas, más allá de la de guerrillero.